# Arturo Estrada Hernández

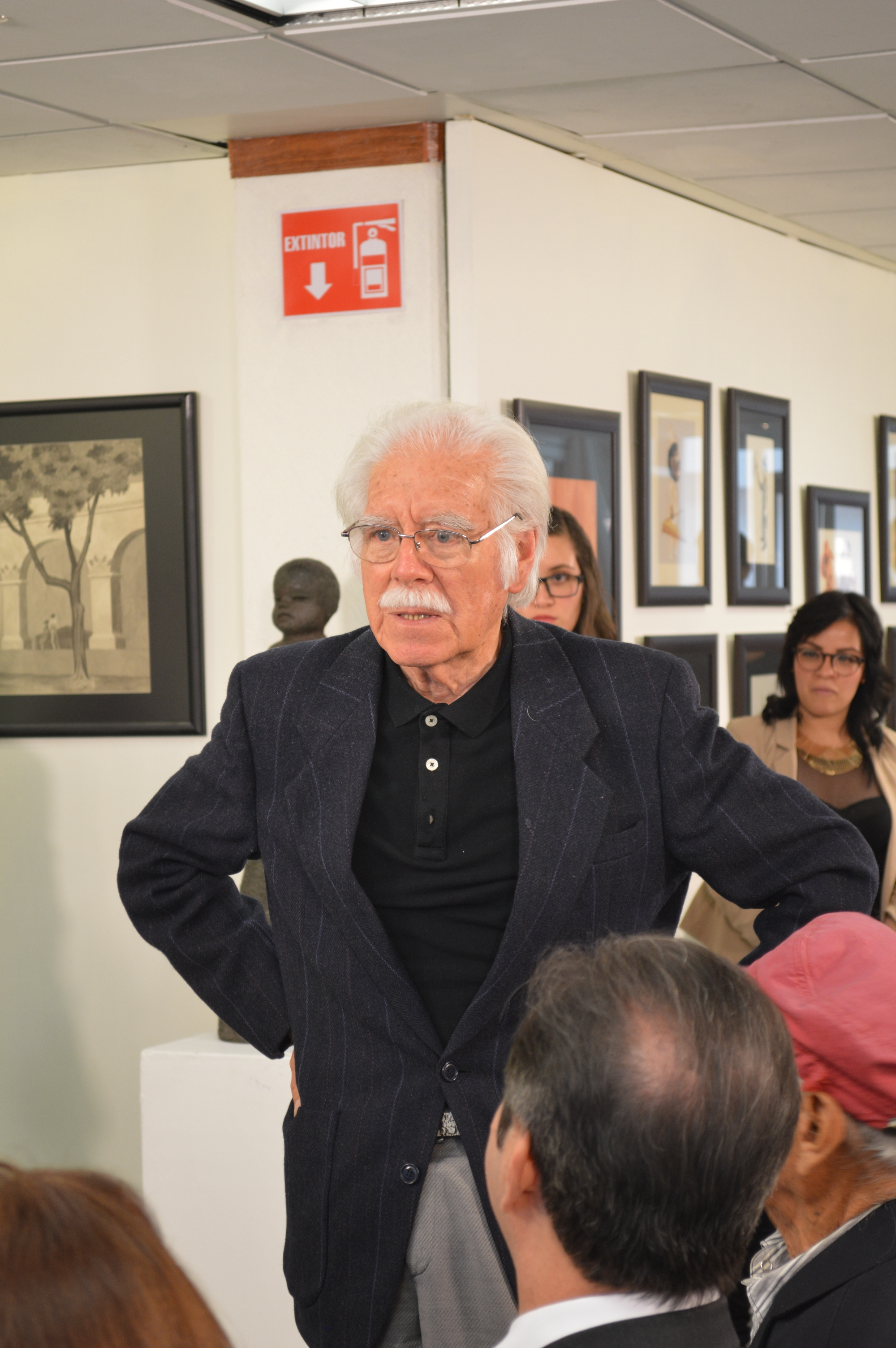
Arturo Estrada Hernández, 2015

Arturo Estrada Hernández (* 30. Juli 1925 in Panindícuaro/Michoacán) ist ein mexikanischer Maler.

## Biografie
Estrada erlernte die Malerei zunächst bei Miguel Moreno und studierte ab 1942 die Escuela Nacional de Pintura, Escultura y Grabado „La Esmeralda“ in Mexiko-Stadt unter Raúl Anguiano, Feliciano Peña und José Chávez Morado. Nachdem Antonio M. Ruiz die Leitung der „La Esmeralda“ übernommen und die Ausbildung reformiert hatte, wurde Estrada der Klasse der Künstlerin Frida Kahlo zugeteilt. Auch Diego Rivera zählte zu seinen Dozenten. 1946 schloss er sein Studium der Malerei ab. Gemeinsam mit Guillermo Monroy und Arturo García Bustos gründete er die Vereinigung Artistas Jóvenes Revolucionarios (Junge revolutionäre Künstler). Er war einer der letzten Schüler Frida Kahlos und Mitglied der später als Los Fridos bezeichneten Künstlergruppe, die das Wandbild „Pulquería Posada del Sol“ malte und zu der auch Arturo García Bustos, Guillermo Monroy und Fanny Rabel gehörten. Ab 1948 lehrte er als Meister an der „La Esmeralda“. Im gleichen Jahr assistierte er auch José Clemente Orozco bei dessen Wandbild an der Escuela Normal de Maestros. Von 1951 bis 1952 assistierte er Diego Rivera bei seinen Arbeiten am Estadio Olímpico Universitario. Estrada, der auch Mitglied der Frente Nacional de Artes Plásticas (FNAP) war, unterstützte auch Juan O’Gorman 1953 bei den Arbeiten am Mosaikbild „El Aire“ im Secretaría de Comunicaciones y Obras Públicas (SCOP). Ein Jahr darauf wurde er Mitglied des Salón de la Plástica Mexicana. 1958 unternahm er eine Studienreise nach Europa. Er nahm an der Intergrafik 76 in Berlin teil und trug dort auch über den mexikanischen Muralismo vor. 1983 wurde er Direktor der „La Esmeralda“.
Estradas Werke befinden sich in zahlreichen in- und ausländischen Kunstmuseen. Er erhielt mehrere Ehrenerwähnungen und Preise, darunter der „Un Año de Pintura“-Preis des Instituto Nacional de Bellas Artes, der „Tlacuilo“-Preis des Salón de la Plástica Mexicana und der 1954 an ihn verliehene Award der US-amerikanischen William and Noma Copley Foundation.